# ميشا كولينز
ديمتري «ميشا» كولينز  (ولد ديمتري تيبنز كروشنيك؛ 20 أغسطس 1974) ممثل أمريكي، اشتهر بدور «كاستيل» على المسلسل التلفزيوني
خارق للطبيعة (2008)، وظهر في عدد من الحلقات لمسلسلات تلفزيونية بارزة منها 24 (2002)، سي اس آي: التحقيق في موقع الجريمة (2004)، إن سي آي إس (2006)، مثل بطولة فيلم ستونهانغ نهاية العالم (2010)

## روابط خارجية
- ميشا كولينز على موقع IMDb (الإنجليزية)
- ميشا كولينز على موقع ميتاكريتيك (الإنجليزية)
- ميشا كولينز على موقع روتن توميتوز (الإنجليزية)
- ميشا كولينز على موقع قاعدة بيانات الأفلام العربية
- ميشا كولينز على موقع ألو سيني (الفرنسية)
- ميشا كولينز على موقع أول موفي (الإنجليزية)
- ميشا كولينز على موقع قاعدة بيانات الأفلام السويدية (السويدية)
- ميشا كولينز على موقع إن إن دي بي (الإنجليزية)
- ميشا كولينز على موقع قاعدة بيانات الفيلم (الإنجليزية)
- ميشا كولينز على موقع ليتربوكسد (الإنجليزية)
- mishacollinsعلى تويتر.
- قناة ميشا كولينز  على يوتيوب